# Pantenol
El pantenol (también llamado pantotenol) es el análogo alcohólico del ácido pantoténico (vitamina B5), por lo que es una provitamina de la B5. Pertenece a los polioles y carboxamidas. El pantenol se utiliza en productos farmacéuticos como ingrediente activo en el tratamiento tópico de enfermedades de la piel y las mucosas, como emoliente y para acelerar la cicatrización de heridas; y cosméticamente en el cuidado médico de la piel.

## Propiedades físicas y químicas

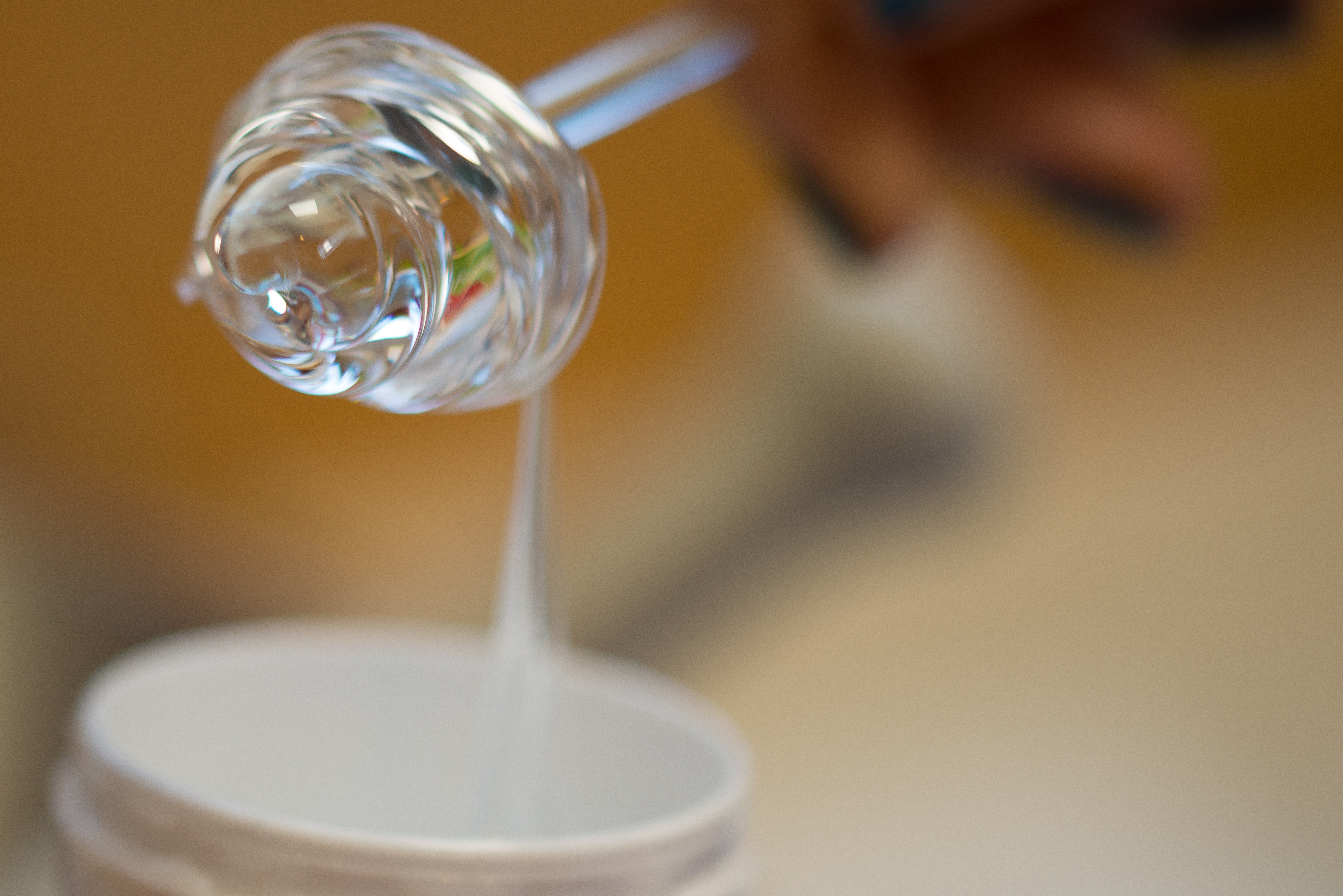
El pantenol puro es un líquido viscoso y transparente a temperatura ambiente.

El pantenol es un líquido inodoro, ligeramente amargo, muy viscoso, transparente e incoloro a temperatura ambiente, pero las sales del ácido pantoténico (por ejemplo, el pantotenato sódico) son polvos que suelen ser blancos. Es fácilmente soluble en agua y etanol, moderadamente soluble en éter etílico, soluble en cloroformo (1:100), en propilenglicol y ligeramente soluble en glicerina.

### Estereoquímica

Fórmula estructural del pantenol en donde se aprecia su estereoquímica.

El pantenol se presenta en dos enantiómeros: D y L. Sólo el D-pantenol (dexpantenol) es biológicamente activo, pero ambas formas tienen propiedades hidratantes. Para uso cosmético, el pantenol se presenta en forma de D o como mezcla racémica de D y L (DL-pantenol).

## Farmacología
El pantenol penetra fácilmente en la piel y las mucosas (incluida la pared gastrointestinal), donde se oxida rápidamente a ácido pantoténico. El ácido pantoténico es extremadamente higroscópico. También se utiliza en la biosíntesis de la coenzima A, que interviene en una amplia gama de reacciones enzimáticas y en el crecimiento celular. La coenzima A favorece la formación de nuevas células y aumenta su capacidad de biosíntesis.

## Usos

### Farmacéutico

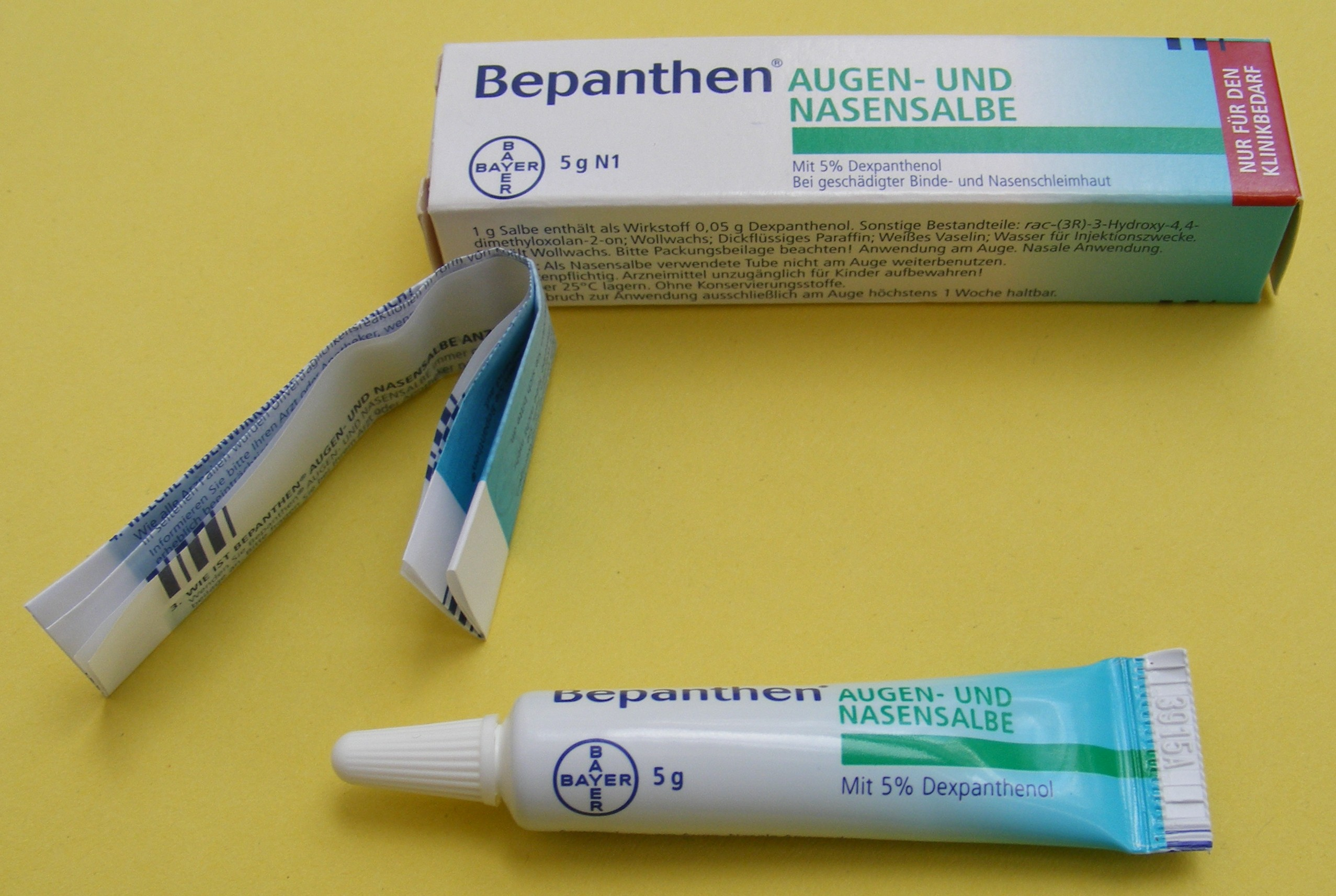
Dexpantenol en ungüento oftálmico y nasal bajo la marca comercial "Bepanthen" (Alemania).

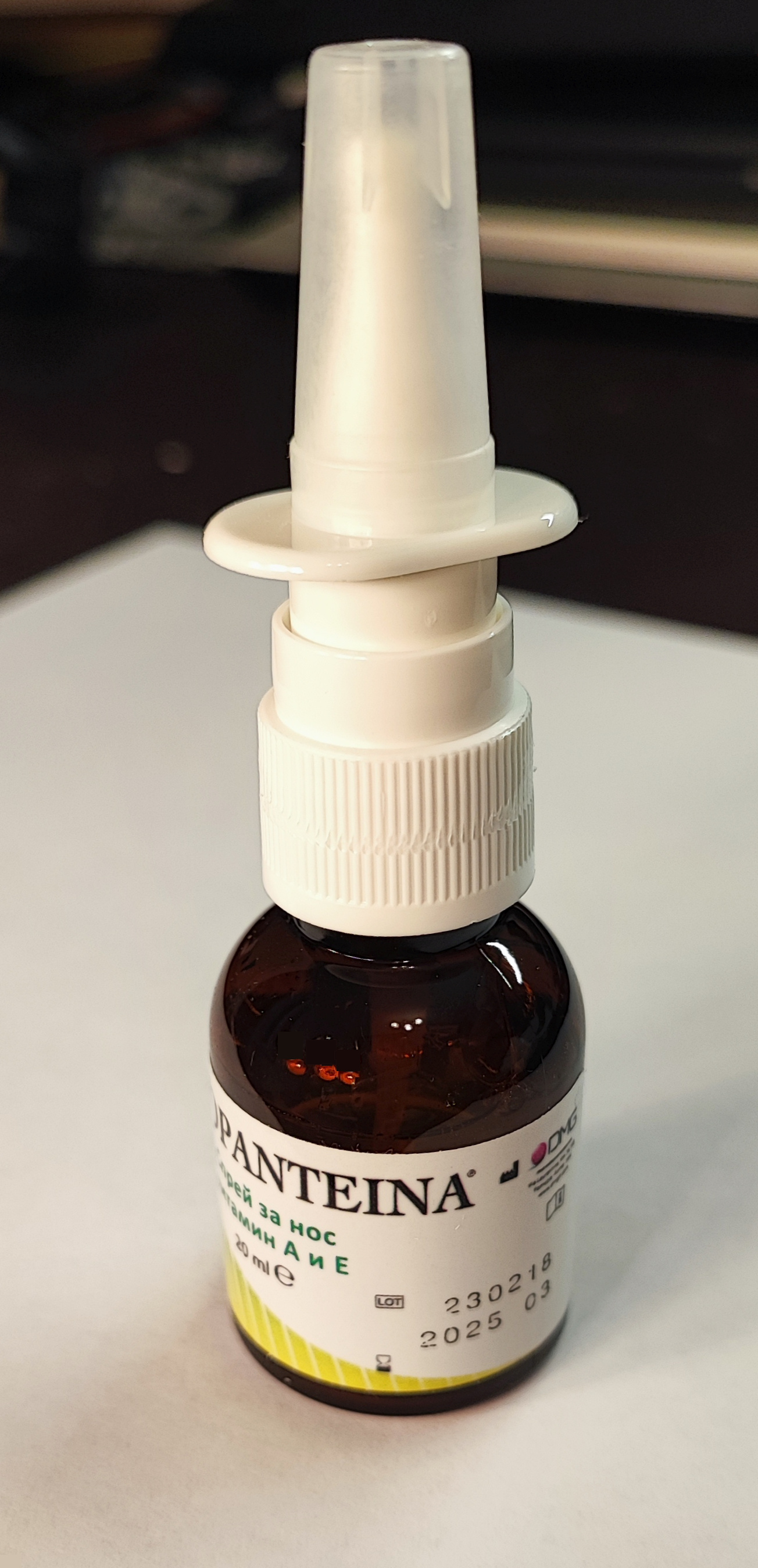
Un vial de spray nasal que contiene pantenol, fabricado en Italia.

En productos farmacéuticos, cosméticos y de cuidado personal, el pantenol es un hidratante y humectante que se utiliza en ungüentos, lociones, champús, aerosoles nasales, colirios, pastillas para la garganta y soluciones limpiadoras para lentes de contacto.
La función más importante del dexpantenol es la cicatrización de heridas en la piel, especialmente en la epidermis. Aplicado sobre la piel en forma de emulsión de agua y aceite, el principio activo es absorbido rápidamente por la piel. En ungüentos se utiliza para el tratamiento de quemaduras solares, quemaduras leves, lesiones cutáneas leves y trastornos de la piel (en concentraciones entre 2% y 5%). El dexpantenol también mejora la hidratación, reduce la inflamación y la comezón de la piel, mejora la elasticidad cutánea y acelera el ritmo de cicatrización de las heridas superficiales como abrasiones, eccemas y dermatitis. Para ello, a veces se combina con la alantoína.

### Cosmético
El dexpantenol se une fácilmente al tallo del pelo, por lo que es un componente habitual de los champús y acondicionadores comerciales (en concentraciones del 0.1% al 1%). Recubre el pelo y sella su superficie, lubricando el tallo capilar y dándole un aspecto brillante.
El dexpantenol se utiliza a veces como ingrediente en productos para el cuidado posterior de los tatuajes, y un estudio ha descubierto que puede ayudar en el cuidado de las heridas y la conservación de los tatuajes.

### Otros usos
El dexpantenol también se utiliza en acuariofilia, donde se emplea como componente de productos para el cuidado de crustáceos y está destinado a favorecer el proceso de muda de los animales.

## Efectos adversos
En general, el pantenol se tolera bien. En raras ocasiones, se han notificado irritaciones cutáneas y dermatitis de contacto con preparados que contegan D-pantenol. Para detectar una alergia de este tipo puede utilizarse una prueba de alergia cutánea, que se repite al cabo de ocho días si es necesario para descartar una sensibilización debida al contacto inicial.